# Pencahue
Pencahue este un târg și comună din provincia Talca, regiunea Maule, Chile, cu o populație de 7.924 locuitori (2012) și o suprafață de 956,8 km2.